# Haulmé
Haulmé ist eine französische Gemeinde mit 87 Einwohnern (Stand: 1. Januar 2022) im Département Ardennes in der Region Grand Est (vor 2016 Champagne-Ardenne); sie gehört zum Arrondissement Charleville-Mézières und zum Kanton Bogny-sur-Meuse.

## Geographie
Haulmé liegt nahe der Grenze zu Belgien an der Semois in den Ardennen und im 2011 gegründeten Regionalen Naturpark Ardennen. Umgeben wird Haulmé von den Nachbargemeinden Tournavaux im Norden, Thilay im Osten sowie Bogny-sur-Meuse im Süden und Westen.

## Bevölkerungsentwicklung
| Jahr                       | 1962 | 1968 | 1975 | 1982 | 1990 | 1999 | 2006 | 2013 | 2019 |
| -------------------------- | ---- | ---- | ---- | ---- | ---- | ---- | ---- | ---- | ---- |
| Einwohner                  | 120  | 115  | 108  | 93   | 86   | 84   | 70   | 114  | 88   |
| Quellen: Cassini und INSEE |      |      |      |      |      |      |      |      |      |

## Sehenswürdigkeiten
- Kirche Saint-Nicolas